# Indian Police Service
Der Indian Police Service (IPS) ist einer der drei in der Verfassung Indiens vorgesehenen All India Services, die zusammen die oberste Verwaltungsebene des öffentlichen Dienstes in Indien darstellen. Die anderen beiden Verwaltungseinheiten sind der Indian Administrative Service (IAS) und der Indian Forest Service (IFS). Im Indian Police Service werden Polizeikader rekrutiert und ausgebildet, die in den indischen Bundesstaaten und Unionsterritorien in Führungspositionen der Polizeieinheiten eingesetzt werden.

## Geschichte

### DieIndian Imperial Policein Britisch-Indien

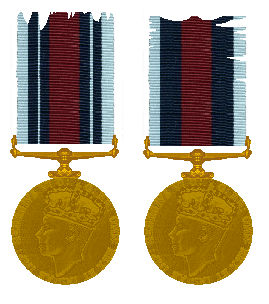
Indische Polizeimedaillen von 1940

In der damaligen Britischen Kronkolonie – Britisch-Indien oder British Raj genannt –  führte die britische Regierung 1861 den Indian Councils Act ein. Das Gesetz schuf die Grundlage für eine moderne und professionelle Polizeiverwaltung in Indien. Es wurde ein neuer Polizeikader namens Superior Police Services eingeführt, der später als Indian Imperial Police bekannt wurde. Der höchste Rang im Dienst war der Generalinspekteur für jede Provinz. Der Rang eines Generalinspekteurs wurde 1937 dem Rang eines Brigadiers gleichgesetzt, und ähnlichen Rängen in den indischen Streitkräften, gemäß dem zentralen Befehlshaber in der Rangfolge (Central Warrant of Precedence).
In den Jahren 1902 bis 1903 wurde unter Sir Andrew Fraser und Lord Curzon eine Polizeikommission für Polizeireformen eingerichtet. Dabei wurde die Ernennung von Indern auf Offiziersebene bei der Polizei empfohlen. Inder konnten bis dahin nur in den Rang des Inspektors der Polizei aufsteigen, der Position eines leitenden Unteroffiziers. Sie waren jedoch nicht Teil der Indian Imperial Police.
Ab 1920 stand die Indian Imperial Police auch den Indern offen und die Aufnahmeprüfung für den Dienst wurde sowohl in Indien als auch in England durchgeführt.
Vor der Unabhängigkeit wurden hochrangige Polizeibeamte der Indian Imperial Police (IP) auf Grundlage einer Prüfung des Staatssekretärs ernannt. Die erste Prüfung zur Zulassung für den öffentlichen Dienst fand im Juni 1893 in England statt. Die zehn Spitzenkandidaten wurden auf Probe zur Indian Imperial Police übernommen. Für das genaue Entstehungsdatum der Indian Imperial Police gibt es keinen Beleg. Um 1907 wurden die Offiziere vom Staatssekretär angewiesen, die Buchstaben „IP“ auf ihren Schulterklappen zu tragen, um sich von den anderen Beamten zu unterscheiden, die der Staatssekretär nicht durch Prüfung rekrutiert hatte. In diesem Sinne könnte das Jahr 1907 als Entstehungsjahr angesehen werden.

### DerIndian Police Serviceim unabhängigen Indien

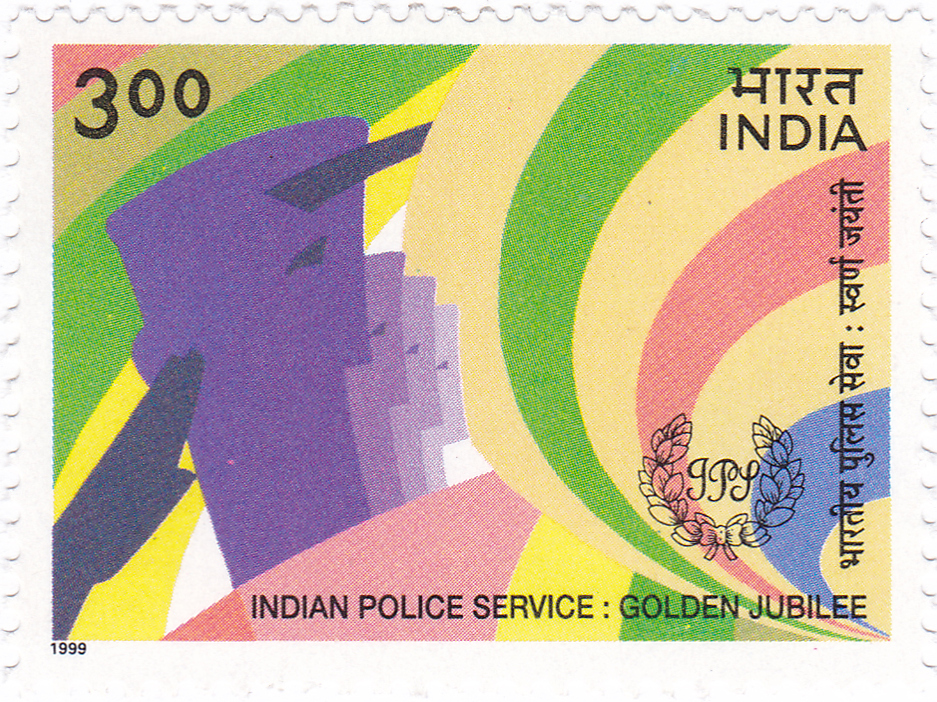
Eine Briefmarke von 1999, die dem 50. Jahrestag der IPS gewidmet ist.

Der indische Politiker Sardar Vallabhbhai Patel nahm in der indischen verfassungsgebenden Versammlung wie folgt Stellung zur Rolle der All India Services, und damit auch des dazu gehörigen Indian Police Service.
„Es gibt keine Alternative zu diesem gesamtindischen Verwaltungssystem... Die Union wird ansonsten untergehen. Sie werden kein geeintes Indien haben, wenn Sie keine gute indische Zentralverwaltung haben, die unabhängig ist und eine eigene Meinung äußern kann. Die Sicherheit vermitteln kann... Nur wenn Sie diesen Kurs einschlagen, dann befolgen Sie die vorliegende Verfassung. Wenn Sie anders entscheiden und die All India Services auflösen, dann sehe ich nur ein Bild des Chaos im ganzen Land.“
1948, ein Jahr nach der Unabhängigkeit Indiens wurde die Indian Imperial Police ersetzt durch den Indian Police Service (IPS). Die Verwaltungsorganisation wurde in der indischen Verfassung gemäß Artikel 312 Absatz 2 in Teil XIV verankert.
Die Beamten des Indian Police Service können sowohl von den Unionsterritorien, die direkt der indischen Unionsregierung unterstellt sind, als auch von den einzelnen indischen Bundesstaaten angestellt werden. Sie befehligen und leiten die Polizeikräfte der jeweiligen Staats- und Unionsterritorien.
Obwohl sie in der Regel als Führungskader eingesetzt werden, ist es nicht ungewöhnlich, dass selbst IPS-Beamte von Rang auch mit drei Sternen auf der Straße gesehen werden und aktiv an der Aufrechterhaltung von Recht und Ordnung teilnehmen.
Obwohl es sich um eine sehr kleine Kaderstärke handelt, erhielten viele IPS-Offiziere die höchsten Tapferkeitsauszeichnungen (Ashok Chakra Award, Kirti Chakra). So wurde der damalige indische Sicherheitsberater, der selbst IPS-Offizier war, für seine tapferen Aktionen während der Operation Blue Star mit dem 1985 Kirti Chakra ausgezeichnet.
IPS-Offiziere werden immer wieder zu unterschiedlichen UN-Missionen entsandt und mit der Medaille der Vereinten Nationen ausgezeichnet. Viele außergewöhnliche IPS-Beauftragte wurden von Zeit zu Zeit mit einem Padma Award – der zweithöchsten zivilen Auszeichnung Indiens – ausgezeichnet.
Medienberichten von zufolge gibt es einen massiven Mangel an IPS-Beamten. So waren 2016 beinahe 19 % bis 22 % der vorgesehenen Stellen nicht besetzt.

## Ziele desIndian Police Service

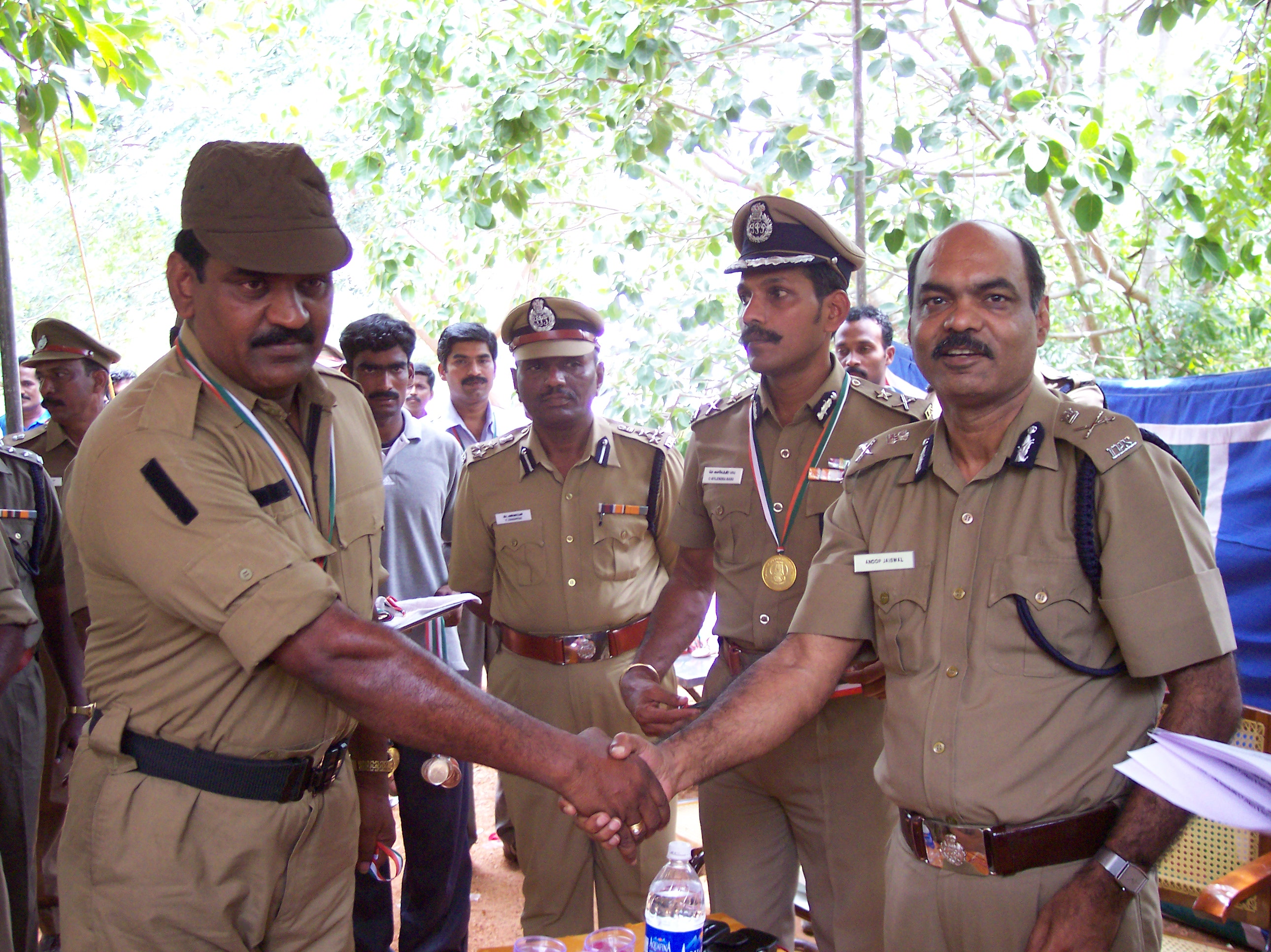
IPS-Polizisten im Dienst bei der Polizei von Tamil Nadu.

Die am 17. August 1865 ernannte Erste Polizeikommission enthielt detaillierte Richtlinien für das gewünschte Polizeisystem in Indien. Sie definierte die Polizei als Regierungsabteilung zur Aufrechterhaltung der Ordnung, zur Durchsetzung des Gesetzes sowie zur Verhütung und Aufdeckung von Straftaten. Der Indian Police Service ist keine Streitmacht, sondern ein Dienst, der den politischen Führern und Kommandeuren das Personal der Staatspolizei und der gesamt-indischen Central Armed Police Forces zur Verfügung stellt. Ihre Mitglieder sind die leitenden Beamten der Polizei. Im Laufe der Zeit wurden die Ziele des Indian Police Service immer wieder aktualisiert und neu definiert.
Die aktuellen Rollen und Funktionen eines indischen Polizeibeamten lauten wie folgt:
- Erfüllung von Aufgaben im Rahmen der Grenzkontrolle, Wahrung des öffentlichen Friedens und der öffentlichen Ordnung, Kriminalprävention, Ermittlung und Aufdeckung, Sammlung von Informationen, VIP-Sicherheit, Terrorismusbekämpfung, Grenzpolizei, Eisenbahnpolizei, Bekämpfung des Schmuggels, Drogenhandel, Wirtschaftsdelikte, Korruption im öffentlichen Leben, Katastrophenmanagement, Durchsetzung sozioökonomischer Gesetze, Biodiversität und Schutz von Umweltgesetzen usw.
- Führung der indischen Geheimdienste wie des Forschungs- und Analyseflügels (R & AW), des Geheimdienstbüros (IB), des Zentralbüros für Ermittlungen (CBI), der Kriminalpolizei (CID), der indischen Strafverfolgungsbehörden, der Zivil- und Streitkräfte in allen Staaten und Unionsterritorien.
- Führung verschiedener Central Armed Police Forces (CAPF), wie des Central Police Organizations (CPO), der Border Security Force (BSF), der Central Reserve Police Force (CRPF), der Indo-Tibetische Border Police (ITBP) und des National Security Guard (NSG), der Central Industrial Security Force (CISF), der Überwachungsorganisationen und der indische Strafverfolgungsbehörden.
- Mit Mut, Aufrichtigkeit, Engagement und einem starken Sinn für den Dienst am Menschen zu führen und zu befehlen.
- Den Polizeikräften unter ihrem Kommando Werte und Normen vermitteln, die helfen, den Menschen besser zu dienen.
- Integrität auf höchstem Niveau, Sensibilität für Bestrebungen von Menschen, in einem sich schnell verändernden sozialen und wirtschaftlichen Umfeld, Achtung der Menschenrechte, eine breite liberale Perspektive von Recht und Gerechtigkeit und einen hohen Standard an Professionalität.

## Zulassung zum Polizeidienst
Die Union Public Service Commission (UPSC) führt die Prüfung für die Rekrutierung der IPS-Beamten durch. Auch die Beamten des State Police Services  und der Delhi, Andaman and Nicobar Islands Police Service (DANIPS) werden durch diese Prüfung rekrutiert. Gegenwärtig ist die Rekrutierung aus einer – seit 2012 eingeführten – eingeschränkten Wettbewerbsprüfung (Limited Competetive Examination) ausgesetzt.

### Schulung
Die Ausbildung der IPS-Offiziersanwärter wird an der Sardar Vallabhbhai Patel National Police Academy in Hyderabad durchgeführt. Die zulässige Kaderstärke des gesamtindischen Polizeidienstes beträgt                                                                                                                                                                             4920 (3270 direkte Rekrutierungsposten und 1650 Aufstiegsposten). Im indischen Innenministerium wird eine jährlich aktualisierte Liste geführt, in der die Entsendungsdetails aller IPS-Beamten hinterlegt werden. Diese Liste kann von der MHA-Website abgerufen werden. Sie ermöglicht die Suche nach einem IPS-Beauftragten anhand seines Namens, seines Eintrittsdatums oder seines Kaders.

### Staatskader

#### Die alte Kader-Zuweisungsrichtlinien
Bis 2008 konnte ein Kandidat keine Präferenz für die Staatskader angeben. Die Kandidaten wurden, sofern sie nicht eine freie Stelle ihres Heimatstaates besetzen konnten, in einem komplizierten Verfahren den verschiedenen Staaten unveränderlich zugeordnet. Dieses Kaderzuweisungs-System führte zu großen Unterschieden in der beruflichen Exposition von Offizieren. Änderungen des Staatskaders waren nur aufgrund von Heirat mit einem Beamten des All India Service eines anderen Staatskaders oder unter anderen außergewöhnlichen Umständen zulässig. Der Offizier konnte für eine begrenzte Zeit in sein Heimatkader abgeordnet werden. Danach musste er ausnahmslos zu dem ihm zugewiesenen Kader zurückkehren.
Von 2008 bis 2017 wurden IPS-Beamte zu Beginn ihres Dienstes einem Staatskader zugeteilt. Für jeden indischen Staat gab es einen Kader, mit Ausnahme von zwei Kadern, zu denen jeweils mehr als einen Staat gehört: der Assam-Meghalaya-Kader und der Arunachal Pradesh-Goa-Mizoram-Union Territories-Kader (AGMUT). Ungefähr ein Drittel der Polizei-Beamten werden in ihrem jeweiligen Herkunftsstaat eingesetzt (Insider); zwei Drittel werden regelmäßig in einen anderen Bundesstaat entsandt (Outsider). Die Entsendung wurde nach einem komplizierten Verfahren festgelegt, auf das die Rekruten nur einen geringen Einfluss hatten.

#### Die neue Kaderzuweisungsrichtlinie
Die Unionsregierung kündigte im August 2017 eine neue Kaderbesetzungspolitik für die All India Services an. Sie soll die nationale Integration und den gesamtindischen Charakter der Verwaltungen gewährleisten. Im Rahmen der neuen Richtlinie wurden die bestehenden 26 Kader vom Ministerium für Personal und Ausbildung der indischen Regierung in fünf Zonen unterteilt.
Gemäß der neuen Richtlinie muss ein Kandidat zunächst in Bezug auf die Zonen seine Präferenzen in absteigender Reihenfolge angeben. Anschließend muss der Kandidat eine Kaderpräferenz aus jeder bevorzugten Zone angeben. Der Kandidat gibt anschließend für jede bevorzugte Zone seine zweite Kaderpräferenz an und sofort, bis er eine Präferenz für alle Kader angegeben hat. Die Präferenz für die Zonen und Kader bleibt in der einmal dokumentierten Reihenfolge unveränderlich.
Die Beamten werden einem Kader zugewiesen oder werden der indischen Regierung unterstellt.
| Zone     | Kader |
| -------- | --- |
| Zone-I   | AGMUT (Arunachal Pradesh-Goa-Mizoram und Unionsterritorien, Jammu and Kashmir, Ladakh), Himachal Pradesh, Uttarakhand, Punjab, Rajasthan und Haryana. |
| Zone-II  | Uttar Pradesh, Bihar, Jharkhand und Odisha. |
| Zone-III | Gujarat, Maharashtra, Madhya Pradesh und Chhattisgarh.                                                                                                |
| Zone-IV  | West Bengal, Sikkim, Assam-Meghalaya, Manipur, Tripura und Nagaland.                                                                                  |
| Zone-V   | Telangana, Andhra Pradesh, Karnataka, Tamil Nadu und Kerala.                                                                                          |

## Ränge, Abzeichen und Bezahlung
Die landesweit einheitliche Farbe der Polizeiuniformen ist Khaki. Die Ränge, Positionen und Titel der IPS-Beamten können jedoch leicht von Bundesstaat zu Bundesstaat variieren.
| Abzeichen | Besoldungsgruppe / -stufe                                     | Position in den Landesregierungen                                                         | Alternative Titel in den Landesregierungen oder der indischen Zentralregierung (GOI) | Position in der indischen Rangfolge | Grundgehalt (monatlich)                           |
| --------- | ------------------------------------------------------------- | ----------------------------------------------------------------------------------------- | --- | ----------------------------------- | ------------------------------------------------- |
| —         | Höchste Gruppe (Besoldungsstufe 17)                           | —                                                                                         | Sekretär (R), Sicherheitssekretär im Kabinettssekretariat | 23                                  | £ 225.000 (US-$ 3.155)                            |
|           | Höchste Gruppe (Besoldungsstufe 17)                           | —                                                                                         | Direktor des Geheimdienstbüros (Director of Intelligence Bureau – DIB) | 25                                  | £ 225.000 (US-$ 3.155)                            |
|           | Höchste Gruppe (Besoldungsstufe 17)                           | Generaldirektor der Polizei (Leiter der Staatspolizei) (Director General of Police – DGP) | - Sonderdirektor des Intelligence Bureau (IB) - Direktor des Central Bureau of Investigation (CBI) - Generaldirektor der National Investigation Agency (NIA) - Kommissar der Polizei von Delhi - Generaldirektor einer zentralen Polizei (CAPF)                                                            | 25                                  | £ 225.000 (US-$ 3.155)                            |
|           | HAG+ Gruppe (Gehaltsstufe 16)                                 | Generaldirektor der Polizei (Director General of Police)                                  | - Sonderdirektor Generaldirektor für CAPFs - Sonderdirektor in IB - Sonderdirektor in CBI - Direktor der Nationalen Polizeiakademie Sardar Vallabhbhai Patel (SVPNPA) - Generaldirektor des Büros für polizeiliche Forschung und Entwicklung - Generaldirektor des Betäubungsmittelkontrollbüros           | 25                                  | £ 205.400 (US-$ 2.900) bis £ 224.400 (US-$ 3.100) |
|           | HAG-Gruppe (Gehaltsstufe 15)                                  | Zusätzlicher Generaldirektor der Polizei (Additional Director General of Police)          | - Direktor des National Crime Records Bureau - Sonderkommissar der Polizei in Delhi - Kommissar der Polizei (City Police Commissioner) - Zusätzlicher Generaldirektor in NIA - Zusätzlicher Direktor in IB - Zusätzlicher Direktor in CBI - Zusätzlicher Generaldirektor für CAPFs                         | —                                   | £ 182.200 (US-$ 2.600) bis £ 224.100 (US-$ 3.100) |
|           | Senior Administrative Grade (Gehaltsstufe 14)                 | Generalinspektor der Polizei (Inspector General of Police)                                | Gemeinsamer Kommissar der Polizei in Delhi - Kommissar der Polizei (Stadtpolizeikommissar) - Generalinspektor in CAPFs - Generalinspektor in NIA - Gemeinsamer Direktor in IB - Gemeinsamer Direktor in CBI - Gemeinsamer Direktor in SVPNPA                                                               | —                                   | £ 144.200 (US-$ 2.000) bis £ 218.200 (US-$ 3.100) |
|           | Super-Zeitskala (DIG / Conservator-Klasse) (Gehaltsstufe 13A) | Stellvertretender Generalinspektor der Polizei (Deputy Inspector General of Police)       | Zusätzlicher Polizeikommissar in Delhi - Kommissar der Polizei (Stadtpolizeikommissar) - Stellvertretender Generalinspektor in CAPFs - Stellvertretender Generalinspektor in der NIA - Stellvertretender Direktor in IB - Stellvertretender Generalinspektor im CBI - Stellvertretender Direktor in SVPNPA | —                                   | £ 131.100 (US-$ 1.800) bis £ 216.600 (US-$ 3.000) |
|           | Auswahlgruppe (Gehaltsstufe 13)                               | Superintendent der Polizei (Superintendent of Police)                                     | Stellvertretender Polizeikommissar in Delhi | —                                   | £ 118.500 (US-$ 1.700) bis £ 214.100 (US-$ 3.000) |
|           | Junior Administrative Grade (Gehaltsstufe 12)                 | Superintendent der Polizei (Superintendent of Police)                                     | Stellvertretender Polizeikommissar in Delhi | —                                   | £ 78.800 (US-$ 1.100) bis £ 191.500 (US-$ 2.700)  |
|           | Senior Zeitskala (Gehaltsstufe 11)                            | Zusätzlicher Superintendent der Polizei (Additional Superintendent of Police)             | Zusätzlicher stellvertretender Polizeikommissar in Delhi | —                                   | £ 67.700 (US-$ 950) bis £ 160.000 (US-$ 2.200)    |

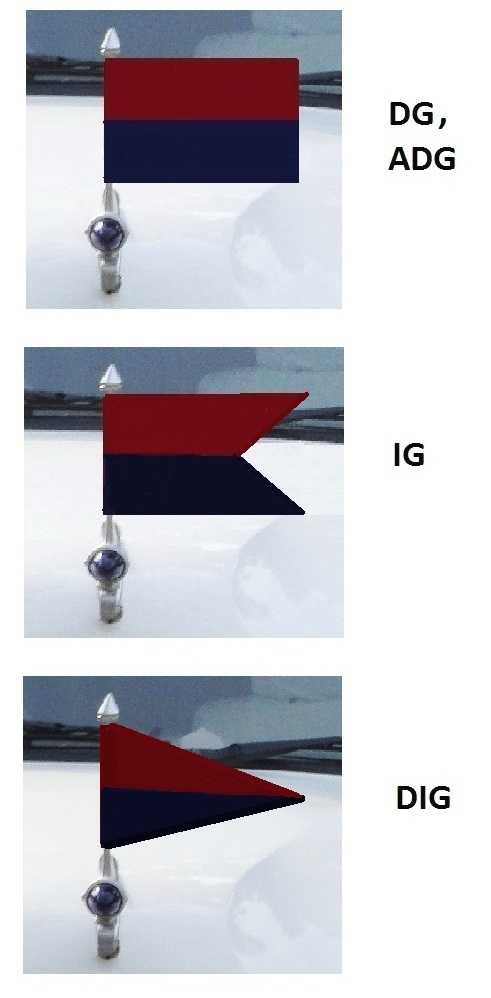
Standarten

|           | Junior Zeitskala (Gehaltsstufe 10)                            | Stellvertretender Kommissar der Polizei in Delhi (Deputy Superintendent of Police)        | Stellvertretender Kommissar der Polizei in Delhi | —                                   | £ 56.100 (US-$ 790) bis £ 132.000 (US-$ 1.900)    |

## Reformkomitees
Die indische Polizei unterliegt weiterhin einem 1861 verabschiedeten kolonialen Polizeigesetz. Die indische Verfassung machte die Polizeiarbeit zu einem staatlichen Thema. Daher sind die Regierungen der Bundesstaaten dafür verantwortlich, ihren Gemeinden einen Polizeidienst zur Verfügung zu stellen. Nach der Unabhängigkeit haben die meisten Staaten jedoch das Gesetz von 1861 unverändert übernommen. Andere Staaten haben Gesetze verabschiedet, die stark auf dem Gesetz von 1861 basieren.
Wiederholte schwerwiegende Zwischenfälle (zuletzt 2012 in Delhi) zeigten, dass die Polizei die Rechtsstaatlichkeit nicht immer einhält.

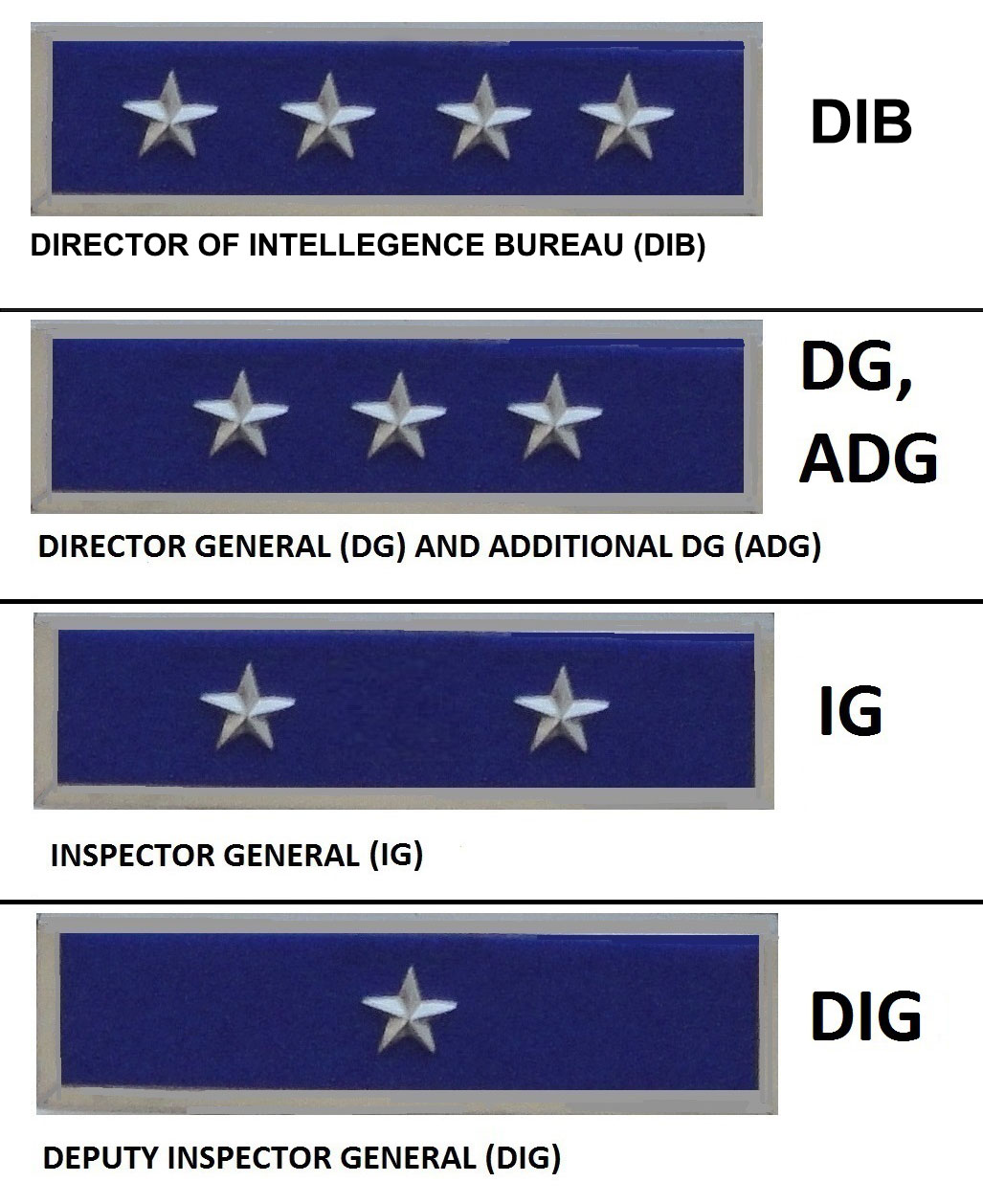
Sterne für Dienstwagen

Die Notwendigkeit einer Reform der Polizei in Indien ist seit langem anerkannt. Fast 30 Jahre lang riefen Regierungen Komitees und Kommissionen ins Leben, mit dem Ziel eine Polizeireform in Gang zu setzen. Aber bisher wurde nur viel Papier produziert und wenig Änderung herbeigeführt. Viele Ausschüsse für Polizeireformen haben umfassende Reformen des Polizeisystems in Verbindung mit systematischer Rechenschaftspflicht empfohlen.

### Nationale Polizeikommission (1977 bis 1981)
Die Nationale Polizeikommission war das erste von der indischen Regierung eingesetzte Komitee, das über die Polizeiarbeit berichtete. Die Nationale Polizeikommission trat 1979 zusammen und erstellte zwischen 1979 und 1981 acht Berichte, darunter ein Modellpolizeigesetz.

### Ribeiro-Komitee (1998 bis 1999)
1996 reichten zwei ehemalige hochrangige Polizeibeamte beim Obersten Gerichtshof einen Rechtsstreit von öffentlichem Interesse ein (Public Interest Litigation, PIL) und forderten den Gerichtshof auf, die Regierungen anzuweisen, die Empfehlungen der Nationalen Polizeikommission umzusetzen. Der Oberste Gerichtshof wies die Regierung an, einen Ausschuss zur Überprüfung der Empfehlungen der Kommission einzurichten, und so wurde der Ribeiro-Ausschuss gebildet. Das Komitee unter der Leitung von J. F. Ribeiro, einem ehemaligen Polizeichef, arbeitete in den Jahren 1998 und 1999 und erstellte zwei Berichte.

### Padmanabhaiah-Komitee (2000)
Im Jahr 2000 richtete die Regierung ein drittes Komitee für Polizeireformen ein, diesmal unter der Leitung eines ehemaligen Innenministers der Gewerkschaft, K. Padmanabhaiah. Dieser Ausschuss veröffentlichte seinen Bericht im selben Jahr.

### Der Bericht des Malimath-Komitees (2003)
Der im März 2003 vorgelegte Bericht des Malimath-Komitees hat die Grundlage für ein umstrukturiertes und neu ausgerichtetes Polizeisystem gelegt. Der Ausschuss stellte in seinem Bericht fest, dass der Erfolg des gesamten Prozesses der Strafjustizverwaltung vollständig von der ordnungsgemäßen Funktionsweise der Polizeiorganisation abhängt, insbesondere in der Ermittlungsphase. Neben der Ermittlung von Straftaten ist die Polizei auch zur Aufrechterhaltung von Recht und Ordnung verpflichtet.

### Das Soli-Sorabjee-Komitee (2005)
2005 stellte die Regierung eine Gruppe zusammen, um ein neues Polizeigesetz für Indien auszuarbeiten. Es wurde von Soli Sorabjee (dem ehemaligen Generalstaatsanwalt) geleitet. Das Komitee legte der Unionsregierung Ende 2006 ein Musterpolizeigesetz vor.

### Die Intervention des Obersten Gerichtshofs (2006)
1996 leitete Prakash Singh (ehemaliger Polizeichef von Assam und von Uttar Pradesh und später Generaldirektor der Border Security Force) einen Rechtsstreit von öffentlichem Interesse (PIL) vor dem Obersten Gerichtshof von Indien ein und forderte das Gericht auf, Maßnahmen zur Reform der Polizei Indiens zu untersuchen, um eine ordnungsgemäße Rechtsstaatlichkeit zu gewährleisten und die Sicherheit in ganz Indien zu verbessern. Der Oberste Gerichtshof prüfte verschiedene Berichte zu Polizeireformen. Schließlich wurde im Jahr 2006 ein Tribunal einberufen, in dem die Richter Y. K. Sabharwal, C. K. Thakker und P. K. Balasubramanyan den Regierungen der Bundesstaaten befahlen, mehrere Reformen in der Polizei durchzuführen.
Es wurden mehrere Maßnahmen als notwendig identifiziert, um die Polizei in Indien zu professionalisieren:
- Ein mittel- oder hochrangiger Polizist darf nicht häufiger als alle zwei Jahre versetzt werden.
- Die Landesregierung kann die Polizei nicht bitten, jemanden einzustellen, noch kann sie den Generaldirektor der Staatspolizei wählen.
- Es müssen getrennte Abteilungen und Mitarbeiter für Ermittlungen und Patrouillen vorhanden sein. Folgende Organisationen müssen geschaffen werden:[44]
  - eine Sicherheitskommission der Bundesstaaten für Politik und Führung
  - ein Police Establishment Board, das über die Auswahl, Beförderung und Versetzung von Polizeibeamten und anderem Personal entscheidet
  - eine Polizeibeschwerdebehörde, um Vorwürfe wegen Fehlverhaltens der Polizei zu untersuchen

### Die Überprüfung des Obersten Gerichtshof
Da keine Regierung der Bundesstaaten aktiv geworden ist, ordnete der Oberste Gerichtshof im Jahr 2006 an, zu ermitteln, warum die erarbeiteten Reformvorschläge nicht umgesetzt worden sind. Nachdem die Regierungen der Bundesstaaten vor den Richtern des Obersten Gerichtshofs befragt worden sind, begannen sie endlich, die Polizeikräfte zu reformieren und ihnen die operative Unabhängigkeit zu geben, die sie für eine furchtlose und ordnungsgemäße Strafverfolgung benötigen. Die Polizei von Tamil Nadu war am aktivsten, die Reformen umzusetzen.
Im Oktober 2012 forderte ein Tribunal des Obersten Gerichtshofs, bestehend aus dem Obersten Richter Altamas Kabir und den Richtern Surinder Singh Nijjar und Jasti Chelameswar, alle Regierungen der Bundesstaaten und der Unionsterritorien auf, über die Einhaltung der Vorgaben vom September 2006 Bericht zu erstatten. Der Befehl wurde verabschiedet, als Prakash Singh durch seinen Anwalt Prashant Bhushan sagte, dass viele der Reformen, die vom Obersten Gerichtshof angeordnet worden waren, noch nicht von vielen Regierungen der Bundesstaaten umgesetzt wurden.

## Frauen im indischen Polizeidienst
- 1972 war Kiran Bedi die erste Frau, die Offizier des Indian Police Service wurde. Sie war damals die einzige Frau in einer Gruppe von 80 IPS-Offizieren. Sie wurde dem AGMUT-Kader zugeordnet und verließ nach 35 Jahren auf eigenen Wunsch den Dienst als Director General of Police (DGP).[49]
- 1975 war Jija Madhavan Harisingh die erste südindische Frau, die Offizier des Indian Police Service wurde. Sie wurde dem Karnataka-Kader und blieb 36 Jahre im Dienst, bevor sie 2011 als Generaldirektorin der Polizei (DGP) in den Ruhestand ging.
- 1992 war Asha Sinha (eingetreten 1982) die erste weibliche Kommandantin der paramilitärischen Streitkräfte Indiens, als sie als Kommandantin der Central Industrial Security Force bei Mazagon Dock Shipbuilders Limited eingesetzt wurde. Sie blieb 34 Jahre im Dienst, bevor sie 2016 als Generaldirektorin der Polizei (DGP) in den Ruhestand ging.
- Kanchan Chaudhary Bhattacharya (eingetreten 1972) war die erste Frau, die Generaldirektorin der Polizei eines indischen Staates, nämlich der Uttarakhand-Polizei ernannt wurde.
- Im Jahr 2018 wurde eine IPS-Offizierin, Archana Ramasundaram (eingetreten 1980), als erste Frau Generaldirektorin der Polizei der Central Armed Police Force bei der Sashastra Seema Bal, einer Grenzpolizei an der Grenze zu Nepal und Bhutan.[50]